# فرديناد بويسون
فرديناد بويسون (Ferdinand Buisson) هو سياسي فرنسي مؤسس رابطة حقوق الإنسان. ولد في باريس في 20 ديسمبر 1841 وتوفي في 16 فيفري 1932. ساهم كذلك في تأسيس الرابطة الفرنسية لحقوق الإنسان التي ترأسها بين 1913 و 1926.
عمل بين 1879 و 1896 كمدير للتعليم الابتدائي. شغل منصب نائب عن منطقة السان بين 1902 و 1914 ومن ثم بين 1919 و 1924 وعرف عنه دفاعه الشديد للتعليم المهني الإجباري وحق المرأة في التصويت. ساند إنشاء عصبة الأمم كما ساند التقارب الفرنسي الألماني. تحصل على جائزة نوبل للسلام مع لودنيج كويد سنة 1927.

## روابط خارجية
- فرديناد بويسون على موقع الموسوعة البريطانية (الإنجليزية)
- فرديناد بويسون على موقع إن إن دي بي (الإنجليزية)